# Aligermaas äventyr
Aligermaas äventyr är en dansk-svensk film från 1998 i regi av Andra Lasmanis.
Filmen skildrar den nioåriga mongoliska flickan Aligermaas liv. Hon lever ett nomadliv tillsammans med sin familj på den mongoliska stäppen. Lasmanis fick idén till filmen efter att själv ha besökt landet.
Aligermaas äventyr producerades av Palle Vedel och Anna Eriksson och spelades in efter ett manus av Staffan Julén. Filmen belönades 1998 med Stavanger Aftenblads stora filmpris och pris för bästa dokumentär vid en filmfestival i Reykjavik. 1999 mottog den en Guldbagge för bästa kortfilm.